# Cyathodes pumila
Cyathodes pumila är en ljungväxtart som beskrevs av Joseph Dalton Hooker. Cyathodes pumila ingår i släktet Cyathodes, och familjen ljungväxter. Inga underarter finns listade i Catalogue of Life.